# Збирання відходів

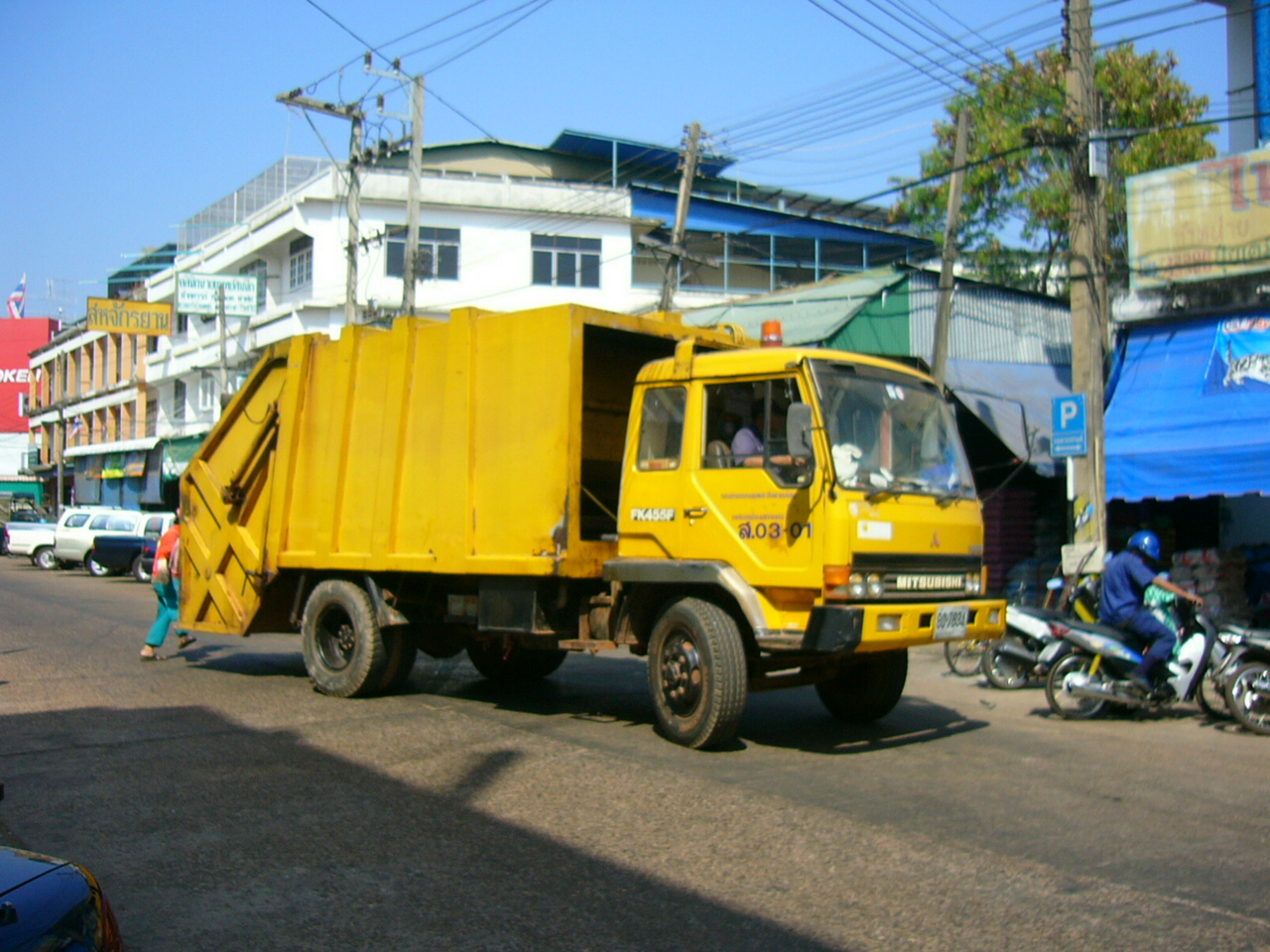

Збирання відходів — діяльність, пов'язана з вилученням, накопиченням і розміщенням відходів у спеціально відведених місцях чи об'єктах, включаючи сортування відходів з метою подальшої утилізації чи видалення.